# Chauliodinae
Chauliodinae es una subfamilia de insectos de la familia Corydalidae. Se suelen distinguir de sus parientes cercanos, los miembros de la subfamilia Corydalinae, por sus mandíbulas y sus antenas. Las mandíbulas de los Chauliodinae no son especialmente largas. Su cuerpo es bastante largo en comparación a sus otros parientes los efemerópteros; además los adultos viven más, una media de siete días. Se alimentan de plantas acuáticas y pequeños vertebrados como renacuajos. Pueden vivir hasta siete años, pero pasan la gran parte de su vida en estado larvario.